# Federación Social Cristiana
La Federación Social Cristiana (FSC) fue una coalición electoral chilena que funcionó entre 1953 y 1957.

## Historia
Estaba conformada por la Falange Nacional y el Partido Conservador Social Cristiano. Ambos partidos políticos eran de tendencia demócrata cristiana y sus militantes se habían separado del Partido Conservador en 1938 y 1949 respectivamente. Su líder era el falangista Rafael Agustín Gumucio y se definían como opositores al gobierno de Carlos Ibáñez del Campo. Fue constituida oficialmente el 28 de septiembre de 1953 mediante un acto realizado en el Club Domingo Fernández Concha.
La primera acción electoral de la Federación Social Cristiana fue en la elección complementaria del 6 de febrero de 1955 para reemplazar al senador Sergio Recabarren Valenzuela, quien aceptó el cargo de ministro del Interior el 6 de enero de dicho año. En esa elección triunfó Rafael Agustín Gumucio (FN), quien venció a Clodomiro Almeyda (PSP).
En las elecciones parlamentarias de 1957, la coalición obtuvo 19 diputados (17 de la Falange Nacional y 2 del Partido Conservador Social Cristiano) y un senador de la Falange Nacional. Ese mismo año se unificaron sus integrantes para formar el Partido Demócrata Cristiano.